# Trenta, Bovec
Trenta este o localitate din comuna Bovec, Slovenia, cu o populație de 114 locuitori.